# Хлєбникова Тамара Олександрівна
Тамара Олександрівна Хлєбникова (22 травня 1928, БАССР, РРФСР — 22 липня 2001, Казань
, Росія) — радянська і російська вчена, археолог-булгарознавиця, кандидат історичних наук. Основні наукові роботи Т. О. Хлєбникової пов'язані з дослідженням стародавніх поселень Волзької Булгарії, насамперед домонгольського часу і вивченням найбільш масового і трудомісткого археологічного матеріалу — кераміки.

## Життєпис
Народилася в селянській сім'ї. Після народження дочки сім'я переїхала в Казань. Закінчивши школу, 1946 року вступила на історичне відділення історико-філологічного факультету в Казанський державний університет, який закінчила 1952 року. Ще студенткою Тамара Олександрівна брала активну участь у роботі археологічного студентського гуртка, організованого при археологічній групі в Татарському інституті мови, літератури та історії Казанської філії АН СРСР під керівництвом історика і археолога М. П. Калініна. Головним завданням групи було обстеження території Татарії і складання її археологічної карти. 1955 року закінчила аспірантуру при Державному історичному музеї (ДІМ), захистивши дисертацію з теми «Основні виробництва волзьких булгар — чорна і кольорова металургія, гончарство та шкіряна справа». Її науковим керівником був історик-археолог О. П. Смирнов. Після аспірантури Т. О. Хлєбникова, пропрацювавши два роки науковою співробітницею в ДІМі, повернулася до Казані в Інститут мови, літератури та історії, де пройшла шлях від лаборантки до старшої наукової співробітниці. 1986 року пішла на заслужений відпочинок. У середині 1990-х продовжилися і розширилися роботи на території Казанського кремля. Тамару Олександрівну запросили консультанткою для організації робіт Кремлівської археологічної експедиції і до кінця своїх днів вона була на роботі в Казанському кремлі.

## Наукова діяльність
В Інституті мови, літератури та історії Тамара Олександрівна займалася питаннями, піднятими в дисертації, приділивши особливу увагу вивченню кераміки Волзької Булгарії, особливо домонгольського періоду. 1962 року побачили світ дві її великі роботи: «Гончарне виробництво волзьких болгар X—початку XIII століття» і великий розділ у колективній монографії «Археологічні пам'ятки села Рождествено» Лаїшевського району Татарстану. У цих роботах було подано класифікацію всього підйомного керамічного матеріалу з археологічних пам'яток Волзької Булгарії домонгольського часу. Т. О. Хлєбникова вперше в радянській археології застосувала новаторські методи статистичної обробки масових керамічних серій. На основі досліджень, проведених нею протягом 1950—1960 років, 1964 року захистила кандидатську дисертацію в Інституті археології АН СРСР з теми «Основні виробництва волзьких булгар».
Протягом 1960-1970-х років Т. О. Хлєбникова активно займалася практичною діяльністю, беручи участь в різних археологічних експедиціях. В Марійської експедиції брала участь у розкопках Мало-Сундирського городища (Гірськомарійський район, поблизу села Кузнєцово); в Татарстані — в розкопках городищ: Олексіївського, Болгарського, Джукетауського, Суварського, Танкеєвського і в роботах на території Казанського кремля. Досліджуючи найчисленніший археологічний матеріал — кераміку, вона займалася вивченням нової булгарознавчої теми — етнокультурного складу населення Волзької Булгарії домонгольського періоду. Ця робота вимагала також глибокого аналізу кераміки середньовічних культур Середньої Азії і Казахстану, Кавказу і Криму, Хозарського Каганату, Стародавньої Русі та поселень фіно-угорських племен. Внаслідок цієї роботи щодо аналізу групових ознак (обробка поверхні, форма, орнамент, склад тіста, випал, пропорції виробів тощо) вона виділила більше двадцяти груп болгарської кераміки. Це дало змогу зробити висновки про непростий процес формування населення домонгольської Булгарії різними етнокультурними групами. У підсумку було написано монографію «Кераміка пам'яток Волзької Болгарії: (До питання про етнокультурний склад населення)».
Особливе місце в біографії Т. О. Хлєбникової займає Болгарське городище, дослідження якого були розпочаті ще 1938 року під керівництвом О. П. Смирнова, а потім, у кінці 1960-х, керівництво Болгарською археологічною експедицією прийняла Тамара Олександрівна. Гідним пам'ятником стала її п'ятитомна праця (у співавторстві з іншими вченими: Г. А. Федоровим-Давидовим, Д. Г. Мухаметшиним) «Місто Болгар».
Іменем Т. Хлєбникової в Татарстані названо одну з вулиць міста Чистополя.

## Деякі роботи
Тамара Олександрівна Хлєбникова — автор близько 90 наукових праць, книг і статей. Майже всі роботи написані за матеріалами власних польових досліджень.

### Монографії
- Хлебникова Т. А. Гончарное производство волжских болгар X—начала XIII века // Краткие сообщения Института археологии. — М. : АН СССР, 1962. — № 111. — С. 93—152.
- Хлебникова Т. А. Основные производства волжских болгар периода X—начала XIII вв.. — Каз. : АН РТ, 1964. — 27 с.
- Хлебникова Т. А. Алексеевское городище: (К вопросу о своеобразии раннеболгарской культуры района Нижнего Прикамья). Вопросы этногенеза тюркоязычных народов Среднего Поволжья. — Каз. : АН РТ, 1971. — С. 156—174.
- Хлебникова Т. А. Керамика памятников Волжской Болгарии: (К вопросу об этнокультурном составе населения). — М. : АН СССР, 1984. — 240 с.

### Статьи в КСИИМК/КСИА
- Хлебникова Т. А. Древнерусское поселение в Болгарах // Краткие сообщения Института истории материальной культуры. — М.–Л. : АН СССР, 1956. — Вип. 62. — С. 141—147.
- Хлебникова Т. А. Пальцинские селища X—начала XIII вв. // Краткие сообщения Института истории материальной культуры. — М.–Л. : АН СССР, 1958. — № 61. — С. 203—220.
- Королёв А. В., Хлебникова Т. А. К вопросу о чёрной металлургии у волжских болгар // Краткие сообщения Института археологии. — М. : АН СССР, 1960. — № 80. — С. 159—168.
- Хлебникова Т. А. Археологические исследования мавзолеев города Великие Болгары в 1966 г. // Краткие сообщения Института археологии. — М. : АН СССР, 1970. — № 164. — С. 57—67.

### Работы в других изданиях
- Хлебникова Т. А. Краткие итоги исследования Танкеевского городища в 1963 году // Казанский институт языка, литературы и истории. — Каз. : АН РТ, 1963. — С. 66—68.
- Хлебникова Т. А. Результаты исследования Мало-Сундырского городища в 1958 и 1964 гг. // Марийский научно-исследовательский институт. — Йошкар-Ола : АН СССР, 1967. — Вип. XXII. — С. 148—169.
- Старостин П. Н., Халиков А. Х.,Хлебникова Т. А. Изучение археологических памятников Нижнего Прикамья в пределах Куйбышевского водохранилища в 1965—1966 гг. // V Уральское археологическое совещание (тезисы докладов и сообщений). — Сыктывкар : Коми книжное издательство, 1967. — Вип. XXII. — С. 111—114.
- Воскресенский А. С., Смирнов А. П., Хлебникова Т. А. Новые данные об архитектуре волжских болгар // Советская археология : журнал. — М. : АН СССР, 1967. — № 4. — С. 274—285.
- Краснов Ю. А., Смирнов А. П., Хлебникова Т. А. Новые данные об истории города Болгара // Советская археология : журнал. — М. : АН СССР, 1969. — № 1. — С. 211—223.
- Хлебникова Т. А. Работы 1974 года на Суваре. // Средневолжская археологическая экспедиция. — Куйбышев : АН СССР, 1977. — С. 134—155.
- Габяшев Р. С., Генинг В. Ф., Казаков Е. П., Хлебникова Т. А. Археологическая карта Татарской АССР: Предкамье. — М. : АН СССР, 1981. — 212 с.
- Габяшев Р. С., Казаков Е. П., Кузьминых С. В., Хлебникова Т. А. Археологическая карта Татарской АССР: Западное Закамье. — Каз. : АН РТ, 1986. — 110 с.
- Кокорина Н. А., Хлебникова Т. А. Керамика тюркоязычного населения Волжской Булгарии X—XIII вв.. — Каз. : АН РТ, 1993. — С. 106—117.
- Набиуллин Н. Г., Ситдиков А. Г., Хлебникова Т. А. и др. Древняя Казань: некоторые итоги и перспективы археологических исследований. — Каз. : АН РТ, 1995. — 40 с.
- Хлебникова Т. А. А. П. Смирнов и Булгар // Татарская археология : журнал. — Каз. : АН РТ, 1999. — № 1, 2 (4, 5). — С. 10—14.
- Хлебникова Т. А. План городища с раскопами // Город Болгар: Монументальное строительство, архитектура, благоустройство. — М. : АН СССР, 2001. — С. 3, 4 (в соавт.), 354—363.